# Аделхайд фон Хоенлое-Уфенхайм-Ентзе
Вижте пояснителната страница за други личности с името Аделхайд.
Аделхайд фон Хоенлое (на немски: Adelheid von Hohenlohe; Adelheid von Hohenlohe-Uffenheim-Entsee-Speckfeld; † 1358/1359) е благородничка от Хоенлое-Уфенхайм-Ентзе-Шпекфелд и чрез женитби графиня на Шварцбург-Вахсенбург и господарка на Хелдрунген в Тюрингия.

## Произход
Тя е дъщеря на господар Лудвиг фон Хоенлое († 1356) и съпругата му Елизабет фон Насау-Вайлбург-Висбаден († ок. 1370), дъщеря на граф Герлах I фон Насау-Висбаден (1288 – 1361) и първата му съпруга ландграфиня Агнес фон Хесен (1292 – 1332). Тя е правнучка на император Адолф от Насау. Тя е сестра на Герлах фон Хоенлое (1344 – 1392), женен пр. 13 август 1358 г. за принцеса Маргарета Баварска (1325 – 1374), дъщеря на император Лудвиг IV Баварски (1282 – 1347) и Маргарета Холандска (1310 – 1356).

## Фамилия
Аделхайд фон Хоенлое се омъжва пр. 25 юли 1357 г. за граф Гюнтер XXVI фон Шварцбург, господар на Лойхтенберг-Хойерсверда († ок. декември 1362), син на граф Гюнтер XVIII фон Шварцбург-Вахсенбург († 1354/1355) и Рихца фон Шлюселберг († 1359). Те имат един син:
- Гюнтер фон Шварцбург († сл. 1397), женен за Агнес фон Фалкенщайн

Аделхайд фон Хоенлое се омъжва втори път за Хайнрих фон Хелдрунген († сл. 1382), син на Фридрих фон Хелдрунген († 1367), хауптман на Ерфурт (1358). Те нямат деца.

## Галерия
- Герб на фон Шварцбург
- Герб на фон Хелдрунген
- Замъкът Хелдрунген
- Замък Вахсенбург, Тюрингия